# Joaquim Silva
Pour les articles homonymes, voir Silva.
Soares Silva est un nom portugais ; le premier nom de famille (d'usage facultatif) est Soares et le second est Silva.
Joaquim Ricardo Soares Silva , né le 19 mars 1992 à Penafiel, est un coureur cycliste portugais. Il est membre de l'équipe Efapel.

## Biographie
En 2010, Joaquim Silva se classe notamment troisième du prologue du Tour du Portugal juniors (moins de 19 ans). 
Lors de la saison 2014, il se révèle en devenant champion du Portugal dans la catégorie espoirs (moins de 23 ans). Il termine également deuxième du Tour du Portugal de l'Avenir et du Tour de Galice, mais surtout huitième du Tour de l'Avenir, grâce à ses qualités de grimpeur. Après ces performances, il passe professionnel en 2015 au sein de la formation continentale W52-Quinta da Lixa. 
En 2018, il rejoint l'équipe Caja Rural-Seguros RGA, qui cherche à renforcer son effectif pour la montagne,.

## Palmarès et résultats

### Palmarès par année
- 2013
  - 3e du Grande Prémio de Mortágua
- 2014
  -  Champion du Portugal sur route espoirs
  - Trofeu Luso Galaico
  - 2e du Tour du Portugal de l'Avenir
  - 2e du Tour de Galice
- 2015
  - 3e du Grande Prémio de Mortágua
- 2016
  - 3e du Mémorial Bruno Neves
- 2017
  - 2e du Grande Prémio de Mortágua
  - 2e du Mémorial Bruno Neves
- 2021
  - Grande Prémio Jornal de Notícias :
    - Classement général
    - 1re étape
- 2022
  - Clássica Viana do Castelo
  - 3e du Grande Prémio O Jogo
  - 3e du Grande Prémio Jornal de Notícias
- 2023
  - Grande Prémio de Mortágua
  - 2e du Grande Prémio O Jogo
  - 3e du Grande Prémio Douro Internacional
  - 3e du championnat du Portugal du contre-la-montre
- 2025
  - 2e de la Clássica da Primavera

### Classements mondiaux
| Année                                 | 2014 | 2015 | 2016  | 2017 | 2018 | 2019 | 2020 | 2021  | 2022  | 2023 | 2024  |
| ------------------------------------- | ---- | ---- | ----- | ---- | ---- | ---- | ---- | ----- | ----- | ---- | ----- |
| Classement mondial                    |      |      | 1729e | 919e | 988e | 989e | nc   | 1381e | 1254e | 812e | 1210e |
| UCI Europe Tour                       | 360e | nc   | 1148e | 587e | 610e | 711e | nc   | 981e  | 874e  | nc   | nc    |
|                                       |      |      |       |      |      |      |      |       |       |      |       |
| Légende : nc = non classéSource : UCI |      |      |       |      |      |      |      |       |       |      |       |